# A Liverpool FC nemzetközi kupaszereplései
A Liverpool FC a maga 6 BEK/Bajnokok Ligája győzelmével az egyik legeredményesebb európai csapat. A három UEFA-kupa győzelmükkel, igaz megosztva, de a legeredményesebbek ebben a sorozatban. Háromszor hódították el az Európai Szuperkupát, részt vettek KEK-döntőben és interkontinentális kupa mérkőzéseken. A Liverpool FC egyike annak a mindössze öt egyesületnek, amelyek nemzetközi mérkőzéseiken az UEFA "Dicsőségjelvényét" (UEFA Badge of Honour) viselhetik a mezükön.

## Döntők

### Bajnokcsapatok Európa-kupája/Bajnokok Ligája
Győztes: 5 alkalommal
1977
Stadio Olimpico, Róma, 1977. május 25.
 Liverpool FC 3 – 1 Borussia Mönchengladbach 
Liverpool gólszerzők: Terry McDermott  28', Tommy Smith  64', Phil Neal  82' (11-esből)
Borussia Mönchengladbach gólszerzők: Allan Simonsen  52'
Liverpool kezdő: Ray Clemence, Phil Neal, Joey Jones, Tommy Smith, Ray Kennedy, Emlyn Hughes c, Kevin Keegan, Jimmy Case, Steve Heighway, Ian Callaghan, Terry McDermott
Cserék: Peter McDonnell, David Fairclough, David Johnson, Alan Waddle, Alec Lindsay
Menedzser: Bob Paisley
A Liverpool FC a Borussia Mönchengladbach legyőzésével szerezte meg első Bajnokcsapatok Európa-kupája győzelmét, pont az ellen az egyesület ellen, akit az első, 1973-ban megszerzett UEFA-kupa diadal alkalmával is felülmúltak a fináléban. Bob Paisley lett az első menedzser, akinek sikerült BEK-et nyernie közvetlenül azután, hogy előző évben megnyerte az UEFA Kupát. Ez legközelebb csak José Mourinhónak sikerült a FC Portóval, majd Rafael Beníteznek, aki 2004-ben UEFA Kupának örvendhetett a Valencia edzőjeként, majd 2005-ben Bajnokok Ligáját nyert a Liverpoollal. Az 1976-77-es egy jól sikerült év volt a Liverpool számára, hiszen megvédték bajnoki címüket is, a triplázástól a Manchester United fosztotta meg őket, miután egy héttel a BEK döntője előtt diadalt arattak az FA Kupa fináléjában.
1978
Wembley Stadion, London, 1978. május 10.
 Liverpool FC 1 – 0 Club Brugge K.V. 
Liverpool gólszerzők: Kenny Dalglish  65'
Club Brugge K.V. gólszerzők:
Liverpool kezdő: Ray Clemence, Phil Neal, Phil Thompson, Alan Hansen, Emlyn Hughes c, Terry McDermott, Kenny Dalglish, Graeme Souness, Ray Kennedy, David Fairclough, Jimmy Case  63'
Cserék: Steve Ogrizovic, Joey Jones, Colin Irwin, Ian Callaghan, Steve Heighway  63'
Menedzser: Bob Paisley
A Liverpool FC a belga Club Brugge legyőzésével szerezte meg második Bajnokcsapatok Európa-kupája győzelmét, pont az ellen a csapat ellen, amelyiket a második, 1976-ban megszerzett UEFA-kupa diadal alkalmával is felülmúltak. Bob Paisley az első, és mindmáig az egyetlen olyan menedzser, aki közvetlenül az UEFA-kupa elhódítása után zsinórban kétszer is megnyerte a BEK-et.
1981
Parc des Princes, Párizs, 1981. május 27.
 Liverpool FC 1 – 0 Real Madrid 
Liverpool gólszerzők: Alan Kennedy  82'
Real Madrid gólszerzők:
Liverpool kezdő: Ray Clemence, Phil Neal, Phil Thompson c, Alan Hansen, Alan Kennedy, Sammy Lee, Terry McDermott, Graeme Souness, Ray Kennedy, Kenny Dalglish  87', David Johnson
Cserék: Steve Ogrizovic, Colin Irwin, Howard Gayle, Richard Money, Jimmy Case  87'
Menedzser: Bob Paisley
A Liverpool FC a Real Madrid 1-0-s legyőzésével megszerezte harmadik Bajnokcsapatok Európa-kupája diadalát. Bob Paisley lett az első és mindmáig egyetlen menedzser, akinek sikerült háromszor is elhódítania egyetlen csapattal a trófeát. Ez volt zsinórban az ötödik alkalom, hogy angol csapat szerezte meg a végső győzelmet, ez az első ilyen alkalom volt azóta, hogy a Real Madrid az ötvenes évek végén egymás után ötször nyerte meg a kupát Spanyolországnak. Anglia megdöntötte a rekordot, mikor egy évvel később az Aston Villa diadalmaskodott.
1984
Stadio Olimpico, Róma, 1984. május 30.
 Liverpool FC 1 – 1 A.S. Roma 
Liverpool gólszerzők: Phil Neal  13'
AS Roma gólszerzők: Roberto Pruzzo  42'
Büntetők:
Liverpool: Steve Nicol , Phil Neal , Graeme Souness , Ian Rush , Alan Kennedy 
AS Roma: Agostino Di Bartolomei , Bruno Conti , Ubaldo Righetti , Francesco Graziani 
Liverpool kezdő: Bruce Grobbelaar, Phil Neal, Mark Lawrenson, Alan Hansen, Alan Kennedy, Craig Johnston  72', Sammy Lee, Graeme Souness c, Ronnie Whelan, Kenny Dalglish  94', Ian Rush
Cserék: Bob Bolder, David Hodgson, Gary Gillespie, Michael Robinson  94', Steve Nicol  72'
Menedzser: Joe Fagan
A Liverpool FC az A.S. Roma legyőzésével megszerezte a negyedik Bajnokcsapatok Európa-kupája győzelmét. A Roma hazai pályán játszotta a döntőt, ez volt a második alkalom az Inter Milan 1965-ös, San Siróban történő fellépése óta, hogy az egyik döntős hazai pályán mérkőzhetett meg. Phil Neal volt az egyetlen játékos, aki pályára lépett a Liverpool elmúlt három BEK-győzelme alkalmával is. A Liverpool megnyerte a bajnokságot és a Ligakupát is, ezzel először triplázott az angol csapatok közül. A negyedik győzelem azt is jelentette, hogy a Liverpool a második legeredményesebb klubbá lépett elő a sorozatban, hiszen a Real Madridnak ekkor 6, a Bayern Münchennek és az Ajaxnak 3-3 győzelme volt. Az AC Milan 1994-ben nyerte meg az ötödik trófeáját, ezzel a harmadik helyre szorítva a Liverpoolt.
2005
Atatürk Olimpiai Stadion, Isztambul, Törökország, 2005. május 25.
Liverpool FC  3 – 3 AC Milan 
Liverpool gólszerzők: Steven Gerrard  54', Vladimír Šmicer  56', Xabi Alonso  60'
AC Milan gólszerzők: Paolo Maldini  1', Hernán Crespo  39'  44'
Büntetők:
AC Milan: Serginho , Andrea Pirlo , Jon Dahl Tomasson , Kaká , Andriy Shevchenko 
Liverpool: Dietmar Hamann , Djibril Cissé , John Arne Riise , Xabi Alonso 
Liverpool kezdő: Jerzy Dudek, Steve Finnan  46', Sami Hyypiä, Jamie Carragher, Djimi Traoré, Harry Kewell  23', Xabi Alonso, Steven Gerrard c, John Arne Riise, Luis García Sanz, Milan Baroš  85'
Cserék: Scott Carson, Josemi, Igor Biscan, Antonio Nunez, Dietmar Hamann  46', Vladimír Šmicer  23', Djibril Cissé  85'
Menedzser: Rafael Benítez
A Liverpool FC az AC Milan büntetőkkel történő legyőzésével ötödször szerezte meg az immár Bajnokok Ligájának nevezett trófeát. A döntőben minden idők egyik legnagyobb feltámadását mutatta be az angol együttes, hiszen a félidőben még az olaszok vezettek 3-0-ra. Mivel ez volt a csapat ötödik diadala, ezért a kupát végleg megkapták. A finálét minden idők egyik legjobb döntőjeként emlegetik. Nem csak a feltámadásról marad emlékezetes a mérkőzés, hanem azért is, mert a Liverpoolt előzetesen mindenki esélytelennek tartotta, a bajnokságban is csak az ötödik helyen zártak. Paolo Maldini nem csak a legidősebb játékos lett, aki gólt szerzett BL döntőben, de a leggyorsabb is, hiszen az első percben iratkozott fel a góllövőlistára. Steven Gerrard minden idők második legfiatalabb BL győztes csapatkapitánya lett. Rafael Beníteznek harmadikként sikerült UEFA-kupa győzelem után BL-t nyerni a következő évben, de ő az első, aki mindezt két különböző csapattal érte el.
Döntős: további 2 alkalommal
1985
Heysel Stadion, Belgium, 1985. május 29.
 Liverpool FC 0 – 1 Juventus 
Liverpool gólszerzők:
Juventus gólszerzők: Michel Platini  56' (11-es)
Liverpool kezdő: Bruce Grobbelaar, Phil Neal c, Jim Beglin, Mark Lawrenson  4', Alan Hansen, Steve Nicol, Kenny Dalglish, Ronnie Whelan, John Wark; Ian Rush, Paul Walsh  46'
Cserék: Chris Pile, Gary Gillespie  4', Jan Mølby, Sammy Lee, Craig Johnston  46'
Menedzser: Joe Fagan
A Liverpool most először veszített Bajnokcsapatok Európa-kupája döntőjében, a Juventus győzte le 1-0 arányban. Ez volt a Vörösök ötödik döntője kilenc szezon alatt. A mérkőzést beárnyékolta az a tragédia, melynek során egy leomló fal 39 ember halálát okozta az angol és olasz szurkolók összecsapása után. A mérkőzést ennek ellenére lejátszották, mivel a szervezők attól tartottak, hogy annak elmaradása esetén még tovább terjedne a felfordulás. A tragédiát követően az angol csapatokat meghatározatlan időre kitiltották a nemzetközi kupákból, végül a Liverpool 6 év eltiltás után térhetett vissza.
2007
Olimpiai Stadion, Görögország, 2007. május 23.
 Liverpool FC 1 – 2 AC Milan 
Liverpool gólszerzők: Dirk Kuyt  89'
Juventus gólszerzők: Filippo Inzaghi  45',  82'
Liverpool kezdő: José Manuel Reina, Steve Finnan  88', Jamie Carragher, Daniel Agger, John Arne Riise, Xabi Alonso, Javier Mascherano  78', Jermaine Pennant, Boudewijn Zenden  59' , Steven Gerrard c, Dirk Kuyt
Cserék: Jerzy Dudek, Álvaro Arbeloa  88', Sami Hyypiä, Harry Kewell  59', Mark González, Peter Crouch  78', Craig Bellamy
Menedzser: Rafael Benítez
A Liverpool másodszor veszített Bajnokok Ligája döntőjében, ezúttal a 2005-ben legyőzött AC Milan ellen. A döntőig vezető útjuk során kiejtették a címvédő FC Barcelonát, a holland bajnok PSV Eindhovent és az angol bajnok Chelsea FC-t. A két évvel korábbi döntővel ellentétben ezúttal csak egy gól esett az első félidőben, Andrea Pirlo lövése Filippo Inzaghin pattant meg és csapta be José Manuel Reinát. A második félidőben, a 82. percben Inzaghi újabb gólt szerzett, végül Dirk Kuyt állította be a végeredményt.

### UEFA-kupa
Győztes: 3 alkalommal
1973
Első mérkőzés
Anfield Stadion, Liverpool, 1973. május 1.
 Liverpool FC 3 – 0 Borussia Mönchengladbach 
Liverpool gólszerzők: Kevin Keegan  21'  32', Larry Lloyd  61'
Borussia Mönchengladbach gólszerzők:
Liverpool kezdő: Ray Clemence, Chris Lawler, Alec Lindsay, Larry Lloyd, Tommy Smith, Emlyn Hughes c, Kevin Keegan, Peter Cormack, Steve Heighway  83', Ian Callaghan, John Toshack
Cserék: Frank Lane, Brian Hall  83', Trevor Storton, Phil Thompson, Phil Boersma
Második mérkőzés
Bökelbergstadion, Mönchengladbach, 1973. május 23.
 Borussia Mönchengladbach 2 – 0 Liverpool FC 
Liverpool gólszerzők:
Borussia Mönchengladbach gólszerzők: Jupp Heynckes  29'  40'
Liverpool kezdő: Ray Clemence, Chris Lawler, Alec Lindsay, Larry Lloyd, Tommy Smith, Emlyn Hughes c, Kevin Keegan, Peter Cormack, Steve Heighway  77', Ian Callaghan, John Toshack
Cserék: Frank Lane, Brian Hall, Trevor Storton, Phil Thompson, Phil Boersma  77'
Összesített eredmény:  Liverpool FC 3 – 2 Borussia Mönchengladbach 
Menedzser: Bill Shankly
A Liverpool a Borussia Mönchengladbach legyőzésével először nyert el nemzetközi trófeát. Később az első BEK-győzelmét is ugyanezen német együttes ellen aratta a csapat. A hetvenes években a Möncgengladbach Európa egyik legerősebb alakulata volt, négy év alatt kétszer is bejutottak az UEFA-kupa döntőjébe, valamint néhány évvel később a Bajnokcsapatok Európa-kupájának a fináléjába is.
1976
Első mérkőzés
Anfield Stadion, Liverpool, 1976. április 28.
 Liverpool FC 3 – 2 Club Brugge K.V. 
Liverpool gólszerzők: Ray Kennedy  59', Jimmy Case  61', Kevin Keegan  65' (11-es)
Club Brugge K.V. gólszerzők: Raoul Lambert  5', Julien Cools  15'
Liverpool kezdő: Ray Clemence, Tommy Smith, Phil Neal, Phil Thompson, Ray Kennedy, Emlyn Hughes c, Kevin Keegan, David Fairclough, Steve Heighway, Ian Callaghan, John Toshack  46'
Cserék: Jimmy Case  46'
Második mérkőzés
Olimpiai Stadion, Brugge, 1976. május 19.
 Liverpool FC 1 – 1 Club Brugge K.V. 
Liverpool gólszerzők: Kevin Keegan  15'
Club Brugge K.V. gólszerzők: Raoul Lambert  11' (11-es)
Liverpool kezdő: Ray Clemence, Tommy Smith, Phil Neal, Phil Thompson, Ray Kennedy, Emlyn Hughes c, Kevin Keegan, Jimmy Case, Steve Heighway, Ian Callaghan, John Toshack  62'
Cserék: David Fairclough  62'
Összesített eredmény:  Liverpool FC 4 – 3 Club Brugge K.V. 
Menedzser: Bob Paisley
A Liverpool mádoik alkalommal nyerte el az UEFA Kupát, miután két mérkőzésen összesen 4-3 arányban legyőzte a belga Club Brugge K.V. együttesét. Ez volt az első Bob Paisley négy nemzetközi kupagyőzelme közül.
2001
Westfalenstadion, Dortmund, 2001. május 16.
 Liverpool FC 5 – 4 (h.u.) Deportivo Alavés 
Liverpool gólszerzők: Markus Babbel  3', Steven Gerrard  15', Gary McAllister  40' (11-es), Robbie Fowler  70', Delfi Geli  115' (ö.g.) (AG)
Alavés gólszerzők: Iván Alonso  26', Javi Moreno  46'  50', Jordi Cruyff  88'
Liverpool kezdő: Sander Westerveld, Markus Babbel, Sami Hyypiä c, Stephane Henchoz  55', Jamie Carragher, Gary McAllister, Dietmar Hamann, Steven Gerrard, Danny Murphy, Emile Heskey  64', Michael Owen  78'
Cserék: Pegguy Arphexad, Gregory Vignal, Stephen Wright, Vladimir Smicer  55', Nick Barmby, Patrick Berger  78', Robbie Fowler  64'
Menedzser: Gerard Houllier
A Liverpool harmadik alkalommal nyerte el az UEFA Kupát a spanyol Deportivo Alavés legyőzésével. Drámai mérkőzést vívott egymással a két egyesület, az Alavés háromszor is hátrányból egyenlített, a hosszabbítást érő negyedik góljuk a 88. percben esett. A Liverpool végül egy aranygóllal nyerte meg a mérkőzést, Gary McAllister szabadrúgását Geli fejelte a saját hálójába, hozzásegítve az angol együttest, hogy 17 év után ismét európai kupát nyerjen. A mérkőzést minden idők legjobb UEFA-kupa-döntőjének tartják sokan.

### Kupagyőztesek Európa-kupája
Döntős: 1 alkalommal
1966
Hampden Park, Glasgow, 1966. május 5.
 Liverpool FC 1 – 2 (h.u.) Borussia Dortmund 
Liverpool gólszerzők: Roger Hunt  68'
Borussia Dortmund gólszerzők: Sigfried Held  62', Reinhard Libuda  109'
Liverpool kezdő: Tommy Lawrence, Chris Lawler, Ron Yeats, Gerry Byrne, Gordon Milne, Willie Stevenson, Ian Callaghan, Ian St John, Tommy Smith, Peter Thompson
Cserék:
Menedzser: Bill Shankly
A Liverpool a Borussia Dortmund ellenében elveszítette története első nemzetközi kupadöntőjét, igaz nemzetközi téren még tapasztalatlan volt az egyesület, hiszen ez volt mindössze a második európai szezonjuk. A Kupagyőztesek Európa-kupája az egyetlen kontinentális trófea, amit a Vörösök nem hódítottak el, és mivel 1999-ben összevonták az UEFA Kupával, ezért erre már nem is lehet alkalmuk. A KEK megszüntetése óta a Liverpool már megnyerte mind az UEFA Kupát, mind pedig a Bajnokok Ligáját, erre csak az FC Porto volt képes rajtuk kívül.

### Európai Szuperkupa
Az 1981-es Szuperkupát nem tartották meg, mivel a Liverpool nem talált megfelelő időpontot a Dinamo Tbiliszi elleni mérkőzésnek.
Győztes: 3 alkalommal
1977
Első mérkőzés
Volksparkstadion, Hamburg, 1977. november 22.
 Hamburger SV 1 – 1 Liverpool FC 
Liverpool gólszerzők: David Fairclough  65'
Hamburger SV gólszerzők: Ferdinand Keller  29'
Második mérkőzés
Anfield, Liverpool, 1977. december 6.
 Liverpool FC 6 – 0 Hamburger SV 
Liverpool gólszerzők: Phil Thompson  21', Terry McDermott  40'  56'  57', David Fairclough  84', Kenny Dalglish  88'
Hamburger SV gólszerzők:
Összesített eredmény:  Liverpool FC 7 – 1 Hamburger SV 
Menedzser: Bob Paisley
2001
Stade Louis II, Monaco, 2001. augusztus 2.
 Bayern München 2 – 3 Liverpool FC 
Liverpool gólszerzők: John Arne Riise  22', Emile Heskey  45', Michael Owen  46'
Bayern München gólszerzők: Hasan Salihamidžić  57', Carsten Jancker  81'
Liverpool kezdő: Sander Westerveld, Markus Babbel, Stéphane Henchoz, Sami Hyypiä, Jamie Carragher, Gary McAllister, Dietmar Hamann, Steven Gerrard  66', John Arne Riise  70', Emile Heskey, Michael Owen  83'
Cserék: Pegguy Arphexad, Grégory Vignal, Jamie Redknapp, Danny Murphy  70', Igor Bišcan  66', Robbie Fowler  83', Jari Litmanen
Menedzser: Gerrard Houllier
2005
Stade Louis II, Monaco, 2005. augusztus 26.
 Liverpool FC 3 – 1 (h.u.) CSZKA Moszkva 
Liverpool gólszerzők: Djibril Cissé  82'  103', Luis García Sanz,  109'
CSZKA Moszkva gólszerzők: Daniel Carvalho  28'
Liverpool kezdő: José Manuel Reina, Josemi, Jamie Carragher, Sami Hyypiä, John Arne Riise  79', Dietmar Hamann, Steve Finnan  55', Xabi Alonso  70', Boudewijn Zenden, Luis García Sanz, Fernando Morientes
Menedzser: Rafael Benítez
Döntős: további 2 alkalommal
1978
Első mérkőzés
Parc Astrid, Brüsszel, 1978. december 4.
 R.S.C. Anderlecht 3 – 1 Liverpool FC 
Liverpool gólszerzők: Jimmy Case  27'
R.S.C. Anderlecht gólszerzők: Franky Vercauteren  17', François Van der Elst  38', Rob Rensenbrink  87'
Második mérkőzés
Anfield, Liverpool, 1978. december 19.
 Liverpool FC 2 – 1 R.S.C. Anderlecht 
Liverpool gólszerzők: Emlyn Hughes  13', David Fairclough  87'
R.S.C. Anderlecht gólszerzők: François Van der Elst  71'
Összesített eredmény:  R.S.C. Anderlecht 4 – 3 Liverpool FC 
Menedzser: Bob Paisley
1984
Első mérkőzés
Stadio Comunale di Torino, Torinó, 1985. január 16.
 Juventus 2 – 0 Liverpool FC 
Liverpool gólszerzők:
Juventus gólszerzők: Zbigniew Boniek  39'  79'
Második mérkőzés
A Liverpool nem talált megfelelő időpontot, ezért a BEK-döntő utánra halasztották a mérkőzést. A Heysel-tragédia miatt soha nem játszották le.
Menedzser: Joe Fagan

### Interkontinentális kupa
Bár 1977-ben a Liverpool megnyerte a BEK-et, de nem indult el az interkontinentális kkupán, helyettük a Borussia Mönchengladbach képviselte Európát a Boca Juniors ellen. 1978-ban a Boca és a Liverpool nem tudott megegyezni a mérkőzés időpontjáról, emiatt az elmaradt.
Döntős: 2 alkalommal
1981
International Stadium Yokohama, Tokió, 1981. december 13.
 Liverpool FC 0 – 3 Flamengo 
Liverpool gólszerzők:
Flamengo gólszerzők: Adílio , Nunes  
Liverpool kezdő: Bruce Grobbelaar, Phil Neal, Phil Thompson, Alan Hansen, Mark Lawrenson, Ray Kennedy, Sammy Lee, Terry McDermott (csere: David Johnson), Graeme Souness, Craig Johnson, Kenny Dalglish
Menedzser: Bob Paisley
1984
International Stadium Yokohama, Tokió, 1984. december 9.
 Liverpool FC 0 – 1 Independiente 
Liverpool gólszerzők:
Independiente gólszerzők: José Alberto Percudani  6'
Liverpool kezdő: Bruce Grobbelaar, Phil Neal, Steve Nicol, Ray Kennedy, Alan Hansen, Gary Gillespie, Kenny Dalglish, Jan Molby, Ian Rush, Craig Johnson, John Wark (csere: Ronnie Whelan)
Menedzser: Joe Fagan

### FIFA-klubvilágbajnokság
Döntős: 1 alkalommal
2005
International Stadium Yokohama, Tokió, 2005. december 18.
 Liverpool FC 0 – 1 São Paulo 
Liverpool gólszerzők:
Flamengo gólszerzők: Mineiro  27'
Liverpool kezdő: José Manuel Reina, Jamie Carragher, Stephen Warnock  79', Steve Finnan, Sami Hyypiä, Harry Kewell, Steven Gerrard c, Luis García Sanz, Xabi Alonso, Fernando Morientes  85', Mohamed Sissoko  79'
Cserék: Jerzy Dudek, John Arne Riise  79', Djibril Cissé, Scott Carson, Josemi, Djimi Traoré, Florent Sinama-Pongolle  79', Dietmar Hamann, Peter Crouch  85'
Menedzser: Rafael Benítez

## Európai szereplés évről évre
Ez a táblázat a Liverpool FC-nek az európai kupákban nyújtott szereplését tartalmazza (kivéve az Európai Szuperkupát).
| Szezon  | Kiírás                       | Forduló         | A Liverpoolt búcsúztató egyesület                   | Mérkőzések | Győzelem | Döntetlen | Vereség | Rúgott gólok | Kapott gólok |
| ------- | ---------------------------- | --------------- | --------------------------------------------------- | ---------- | -------- | --------- | ------- | ------------ | ------------ |
| 1964-65 | Bajnokcsapatok Európa-kupája | elődöntő        | Inter Milan                                         | 9          | 5        | 3         | 1       | 10           | 7            |
| 1965-66 | Kupagyőztesek Európa-kupája  | döntő           | Borussia Dortmund                                   | 9          | 5        | 1         | 3       | 12           | 6            |
| 1966-67 | Kupagyőztesek Európa-kupája  | 2. forduló      | Ajax Amsterdam                                      | 5          | 2        | 1         | 2       | 8            | 10           |
| 1967-68 | Vásárvárosok Kupája          | 3. forduló      | Ferencvárosi TC                                     | 6          | 3        | 0         | 3       | 13           | 5            |
| 1968-69 | Vásárvárosok Kupája          | 1. forduló      | Athletic Club de Bilbao                             | 2          | 1        | 0         | 1       | 3            | 3            |
| 1969-70 | Vásárvárosok Kupája          | 2. forduló      | Vitória FC                                          | 4          | 3        | 0         | 1       | 17           | 3            |
| 1970-71 | Vásárvárosok Kupája          | elődöntő        | Leeds United FC                                     | 10         | 5        | 4         | 1       | 13           | 4            |
| 1971-72 | Kupagyőztesek Európa-kupája  | 2. forduló      | Bayern München                                      | 4          | 1        | 1         | 2       | 4            | 5            |
| 1972-73 | UEFA-kupa                    | Győztes         | -                                                   | 12         | 8        | 2         | 2       | 19           | 6            |
| 1973-74 | Bajnokcsapatok Európa-kupája | 2. forduló      | FK Crvena Zvezda                                    | 4          | 1        | 1         | 2       | 5            | 5            |
| 1974-75 | Kupagyőztesek Európa-kupája  | 2. forduló      | Ferencvárosi TC                                     | 4          | 2        | 2         | 0       | 13           | 1            |
| 1975-76 | UEFA-kupa                    | Győztes         | -                                                   | 12         | 8        | 3         | 1       | 25           | 9            |
| 1976-77 | Bajnokcsapatok Európa-kupája | Győztes         | -                                                   | 9          | 7        | 0         | 2       | 22           | 5            |
| 1977-78 | Bajnokcsapatok Európa-kupája | Győztes         | -                                                   | 7          | 5        | 0         | 2       | 17           | 7            |
| 1978-79 | Bajnokcsapatok Európa-kupája | 1. forduló      | Nottingham Forest FC                                | 2          | 0        | 1         | 1       | 0            | 2            |
| 1979-80 | Bajnokcsapatok Európa-kupája | 1. forduló      | FC Dinamo Tbilisi                                   | 2          | 1        | 0         | 1       | 2            | 4            |
| 1980-81 | Bajnokcsapatok Európa-kupája | Győztes         | -                                                   | 9          | 6        | 2         | 1       | 24           | 4            |
| 1981-82 | Bajnokcsapatok Európa-kupája | negyeddöntő     | CSZKA Szófia                                        | 6          | 4        | 1         | 1       | 14           | 6            |
| 1982-83 | Bajnokcsapatok Európa-kupája | negyeddöntő     | Widzew Łódź                                         | 6          | 4        | 0         | 2       | 13           | 6            |
| 1983-84 | Bajnokcsapatok Európa-kupája | Győztes         | -                                                   | 9          | 7        | 2         | 0       | 16           | 3            |
| 1984-85 | Bajnokcsapatok Európa-kupája | döntő           | Juventus                                            | 9          | 6        | 1         | 2       | 18           | 5            |
| 1991-92 | UEFA-kupa                    | negyeddöntő     | Genoa CFC                                           | 8          | 4        | 0         | 4       | 16           | 8            |
| 1992-93 | Kupagyőztesek Európa-kupája  | 2. forduló      | Szpartak Moszkva                                    | 4          | 2        | 0         | 2       | 10           | 8            |
| 1995-96 | UEFA-kupa                    | 2. forduló      | Brøndby IF                                          | 4          | 1        | 1         | 2       | 2            | 2            |
| 1996-97 | Kupagyőztesek Európa-kupája  | elődöntő        | Paris Saint-Germain FC                              | 8          | 6        | 1         | 1       | 18           | 9            |
| 1997-98 | UEFA-kupa                    | 2. forduló      | RC Strasbourg                                       | 4          | 1        | 2         | 1       | 4            | 5            |
| 1998-99 | UEFA-kupa                    | 3. forduló      | Celta de Vigo                                       | 6          | 2        | 2         | 2       | 11           | 6            |
| 2000-01 | UEFA-kupa                    | Győztes         | -                                                   | 13         | 8        | 3         | 1       | 19           | 9            |
| 2001-02 | Bajnokok Ligája              | negyeddöntő     | Bayer Leverkusen                                    | 16         | 6        | 7         | 2       | 23           | 12           |
| 2002-03 | Bajnokok Ligája              | első csoportkör | csoportharmadik a Valencia CF és az FC Basel mögött | 6          | 2        | 2         | 2       | 12           | 8            |
| 2002-03 | UEFA-kupa                    | negyeddöntő     | Celtic Glasgow                                      | 6          | 4        | 1         | 1       | 6            | 3            |
| 2003-04 | UEFA-kupa                    | 4. forduló      | Marseille                                           | 8          | 4        | 3         | 1       | 14           | 7            |
| 2004-05 | Bajnokok Ligája              | Győztes         | -                                                   | 15         | 8        | 4         | 3       | 20           | 10           |
| 2005-06 | Bajnokok Ligája              | nyolcaddöntő    | S.L. Benfica                                        | 14         | 8        | 3         | 3       | 20           | 7            |
| 2006-07 | Bajnokok Ligája              | döntő           | AC Milan                                            | 15         | 9        | 2         | 4       | 22           | 12           |
| 2007-08 | Bajnokok Ligája              | elődöntő        | Chelsea                                             | 14         | 8        | 3         | 3       | 34           | 12           |

- A 2002-03-as szezonban a Bajnokok Ligájától a csoportkör után búcsúzó Liverpool az UEFA-kupában folytatta a szereplését.

## Ellenfelek
A Liverpool 37 ország csapatai ellen lépett eddig pályára (a klubok aszerint az ország szerint vannak feltüntetve amelyikhez a mérkőzés idején tartoztak). A Liverpool eddig 101 különböző klubbal mérkőzött meg, a 100. a francia Toulouse FC volt, a legutóbbi pedig az Arsenal FC.
| Ország             | Klubcsapatok |
| ------------------ | --- |
| Anglia             | Arsenal FC, Chelsea FC, Leeds United FC, Nottingham Forest, Tottenham Hotspur                                                          |
| Ausztria           | FK Austria Wien, Grazer AK, FC Tirol Innsbruck                                                                                         |
| Belgium            | R.S.C. Anderlecht, Standard Liège, Club Brugge                                                                                         |
| Bulgária           | CSZKA Szófia, Levszki Szófia |
| Ciprus             | Apollon Limassol |
| Csehország         | FC Slovan Liberec |
| Dánia              | Brøndby IF, Odense BK |
| Észak-Írország     | Crusaders FC |
| Finnország         | FC Haka, HJK Helsinki, FC Lahti, MyPa 47, AC Oulu                                                                                      |
| Franciaország      | AJ Auxerre, FC Bordeaux, Marseille, AS Monaco FC, Paris Saint-Germain FC, AS Saint-Étienne, RC Strasbourg, Toulouse FC                 |
| Görögország        | AEK Athens FC, Olimbiakósz, Panathinaikósz                                                                                             |
| Hollandia          | Ajax, AZ, PSV Eindhoven Vitesse |
| Írország           | Dundalk FC |
| Izland             | KR Reykjavík |
| Izrael             | Maccabi Haifa FC |
| Jugoszlávia        | FK Crvena Zvezda (ma: Szerbia ) |
| Kelet-Németország  | Dynamo Berlin, Dynamo Dresden |
| Lengyelország      | Lech Poznań, Śląsk Wrocław, Widzew Łódź                                                                                                |
| Litvánia           | FBK Kaunas |
| Luxemburg          | Jeunesse Esch |
| Magyarország       | Ferencvárosi TC, Honvéd |
| Németország        | Bayer Leverkusen, Bayern München, Borussia Dortmund                                                                                    |
| Norvégia           | SK Brann, Strømsgodset IF |
| Nyugat-Németország | Bayern München, Borussia Dortmund, Borussia Mönchengladbach, Eintracht Frankfurt, Hamburger SV, 1. FC Köln, TSV 1860 München           |
| Olaszország        | Genoa CFC, Internazionale, Juventus, AC Milan, AS Roma                                                                                 |
| Oroszország        | CSZKA Moszkva, FC Szpartak Moszkva, FC Alania Vladikavkaz                                                                              |
| Portugália         | SL Benfica, Boavista FC, FC Porto, Vitória FC                                                                                          |
| Románia            | FC Dinamo Bucureşti, Rapid Bucuresti, Steaua București, Petrolul Ploieşti                                                              |
| Skócia             | Aberdeen FC, Celtic Glasgow, Hibernian FC                                                                                              |
| Spanyolország      | Alavés, Athletic Club de Bilbao, FC Barcelona, Celta de Vigo, Deportivo La Coruña, Real Betis, Real Madrid, Real Sociedad, Valencia CF |
| Svájc              | FC Basel, FC Sion, Servette FC FC Zürich                                                                                               |
| Svédország         | Malmö FF |
| Szlovákia          | MFK Košice |
| Szlovénia          | Olimpija Ljubljana |
| Szovjetunió        | FC Dinamo Tbilisi (ma: Grúzia ) |
| Törökország        | Beşiktaş J.K., Galatasaray S.K., Trabzonspor                                                                                           |
| Ukrajna            | Dinamo Kijiv |
| Wales              | TNS |

## UEFA koefficiens
Az UEFA kiemeléses rendszer alkalmaz a kiírásainál. A kiemelést a csapatok UEFA koefficiensei alapján készítik el. A Liverpool az elmúlt évek jó szereplésének köszönhetően már tartósan az élvonalban van a koefficiensek számát tekintve. A nyolcvanas években hivatalosan is Európa első számú csapata volt az angliai gárda. A lenti grafikonon a Liverpool helyezésének változata látható.

## Rekordok
- A 8-0-s hazai győzelem a török Beşiktaş J.K. csapata ellen, 2007. november 7-én, a Bajnokok Ligája történetének legnagyobb különbségű győzelme volt. A mérkőzésre a 2007-08-as sorozat csoportmérkőzései során került sor.